# Toruňský tumult

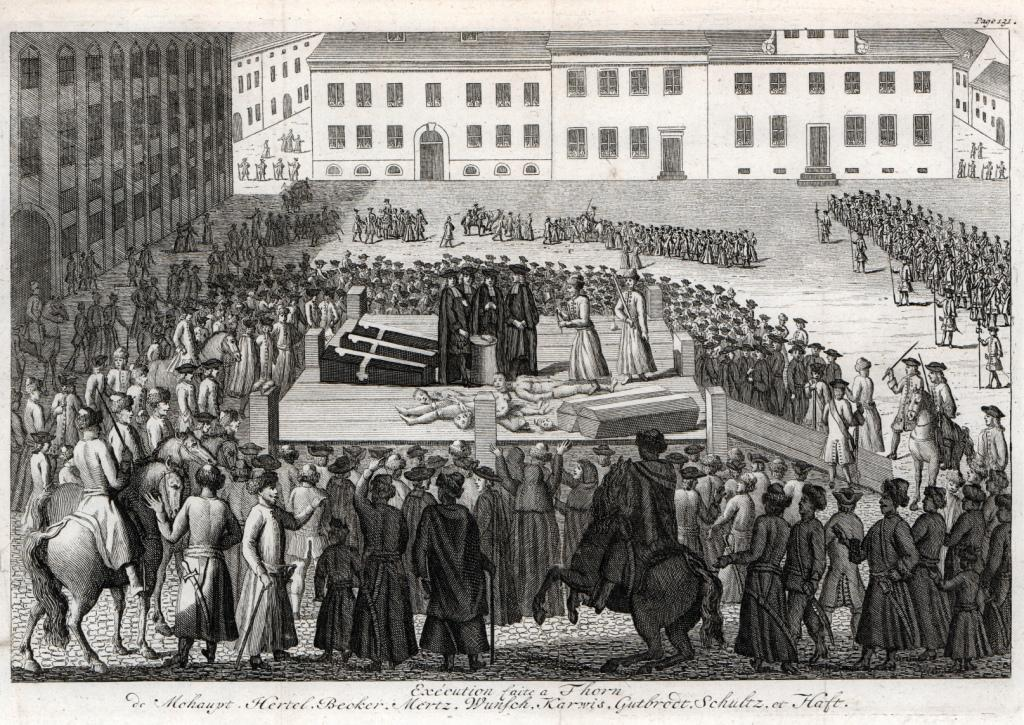
Poprava protestantů v Toruni 1724

Toruňský tumult (tj. náboženský rozbroj, nepokoje, z latin. tumultus) (něm. Thorner Blutgericht – toruňský krvavý soud) byly události z 16. července 1724 v Toruni v Polském království, kdy došlo k rozbrojům mezi místními protestanty a katolíky, končícími zdemolováním jezuitské koleje. Odpovědí na tuto událost byl laický soud povolaný králem Augustem II. Tento soud odsoudil 9 protestantských účastníků událostí jakož i 2 protestantské městské hodnostáře (purkmistra a starostu) k smrti. Rozsudek byl vykonán. To vyvolalo mohutné pobouření za hranicemi Polska a vážnou diplomatickou krizi.

## Příčiny
Obecným pozadím konfliktu byla vzrůstající náboženská netolerance na území Polska (pol. Rzeczpospolita Polska), prolnutá se specifickou sociální strukturou Toruně, která v katolicko-šlechtické republice představovala centrum zámožného, protestantského měšťanstva německého původu. Dominantní pozice katolicizmu jako státního náboženství, zhoršující se hospodářská pozice města i bezprostřední provokační gesta obou stran tu nalezly své násilné vyústění.

## Události

### 16. červenec 1724
Počátek tumultu nastal v procesí kolem kostela sv. Jakuba na přilehlém hřbitově v odpoledni 16. července roku 1724. Procesí to bylo velice slavnostní, protože na ten den připadal svátek Panny Marie škapulířové. Procesí kolem kostela přihlížela skupina evangelických studentů toruňského Akademického gymnázia s čepicemi na hlavách a ještě k tomu ani nepoklekli. Pobouřen tímto postojem přistoupil k nim Stanisław Lisiecki, student jezuitské koleje („Jezuitského kolegia“) a rozhodně vyžadoval, aby smekli čepice před Nejsvětější Svátostí a také je nutil pokleknout. Dospělo to k hádce a vzájemným ranám.
Pozdě odpoledne Lisiecki, když vyšel z kostela sv. Jakuba, narazil opět na téže lidi. Zase došlo ke rvačce. Zasahovat se pokusil luteránský měšťan Dawid Heyder. Nastala větší bitka, jelikož katolíkovi pomohli jeho spolužáci. Tu přerušil zásah městské stráže a uvěznění Lisieckého jako původce výtržnosti na rozkaz purkmistra Johanna Gottfrieda Rösnera, až do vyšetření záležitosti.

### 17. červenec 1724
Hned nazítří následovala ostrá reakce. Jezuitští studenti se začali rezolutně domáhat osvobození kolegy z věznice, intervenovali u purkrabího a starosty, ale ničeho nedosáhli. Narazili na Heydera a došlo na šavle. Městská stráž zabránila krveprolití a vsadila do vězení jednoho ze studentů, což rozzuřilo ostatní. Protože stížnost u úřadu a žádost o propuštění uvězněných neměly úspěch, rozhodli se vzít jedno rukojmí.
Večer unesli náhodně okolojdoucího Jana (Jakuba) Nagórného, studenta Akademického gymnázia a odvlekli ho do své koleje. Ta událost změnila rozhodnutí starosty, podle kterého již měl být propuštěn jejich kolega. Ta zpráva se roznesla tichou poštou a večer se před jezuitskou kolejí srotil dav, který požadoval propuštění rukojmího. Studenti ale společně s rektorem Kazimírem Czyżewským zase požadovali osvobození jejich kolegů.
Před budovou došlo k potyčkám mezi evangelíky (luterány) a katolickými studenty i pomocí kamenů.
Starosta proto povolal nejen městskou stráž, ale městskou stráž a i měšťanskou stráž ze starotoruňské čtvrti. Na jeho příkaz uzavřeli také městské brány nedaleko budovy. Mělo to předejít příchodu katolíků z předměstí na pomoc jezuitům. Pokusili se obklíčit kolej, ale kvůli pokračujícímu ohrožení se měšťanské oddíly sebraly naproti budovy v Lázenské ulici. Až přišlá městská stráž se postavila v jisté vzdálenosti od koleje na Rabiaňské ulici a vypálila dvojí salvu do vzduchu. To mělo dočasný úspěch. K jezuitům vstoupil tajemník Rady Jan Wedemeyer a požadoval propuštění Nagórného. Představený kněz byl připraven propustit vězně výměnou za osvobození studenta z městské šatlavy. Tajemník se odebral do radnice. kde společně se starostou tváří v tvář napjaté situaci přijali rozhodnutí o osvobození studenta a vrátil se pak s touto zprávou do Jezuitského kolegia stále obklopeného davem. Jakmile se kněží dověděli o rozhodnutí, propustili rukojmí i s tajemníkem z budovy.
Vzhledem k tomuto obratu událostí převládlo přesvědčení, že toruňský incident takto skončí a odvolali městské vojsko. Ale chvilku po odchodu jednotek se v davu roznesla pomluva o údajně dalším zadržovaném evangelickém studentu. Rozlícený dav se vrhl na budovu, vyvrátil dveře, vtrhl dovnitř a začal ničit lavice, stoly, okna, dveře a kachlová kamna. A také zničili oltář v kapli Nejsvětější Panny Marie, kolejní knihovnu, zprofanovali svaté obrazy a samu kapli a ještě zbili několik jezuitů. Všechno vyházeli ven a zapálili. Podle jezuitů byl mezi spálenými věcmi i obraz Panenky Marie.
Podle tehdejších předpisů uplatňovaných v Evropě v těch dobách byly takové činy považované za zločin proti náboženství. V tom okamžiku vstoupila do děje posádka Královské gardy (Gwardia Koronna) pod velením kapitána Wattera. Vstoupila na území koleje a začala vyhánět luterány z budovy, ale situaci neovládla. Lidé byli stále srocení u koleje a připravení opět vstoupit dovnitř. V této situaci přibyl sám starosta, prohlédl vnitřek budovy a zaručil se všem, že v něm není zadržovaný žádný evangelický student. To teprve uspokojilo shromážděné měšťany, rozešli se a napětí se částečně uvolnilo.

## Situace po událostech
Postoj městských úřadů vůči odedávna provokujícím a přemoudřelým jezuitským studentům, ale i k celému incidentu byl takový, jaký se v té době uplatňoval – opatrný a nepříliš rozhodný. Jezuitští kněží vinili dokonce starostu z úmyslného vypuštění pomluvy do davu. Prostředky, které byly použité 17. července pro uklidnění událostí, byly zpozdilé a příliš malé na to, aby čemukoliv zabránily. Starosta buď jednal tak, jak to považoval za správné anebo nezasahoval z jiných důvodů – byla dokonce podezření, že snad doufal, že incident přesvědčí kněží k opatrnosti a také omezí náboženské výtky.
Věc by se dala snadno vyřešit. Jakub Rubinkowski, toruňský poštmistr, radil toto řešení: Rada provede rychlé a energické vyšetření, přísně potrestá pachatele a také stanoví odškodnění pro Kolegium. Přesto starosta ani další nechtěli takové řešení schválit. Mysleli si, že událost bude pojata analogicky jako stovky jiných podobných záležitostí. Bylo zahájeno vyslýchání svědků, ale bez jakýchkoli výsledků. Radní se rozhodli co nejvíc oddalovat prozkoumání věci – nevěděli jaká je celá situace. Vlivní jezuiti zahájili po celé zemi informační kampaň ve velkém stylu. Zprávy o poplenění kaple luterány, napadení a dokonce spálení kultovních předmětů velmi zapůsobily na katolické šlechtické masy. Vedle toho již byla zahájena řada oblastních sněmů (sejmiki) před velkým celostátním sněmem a rozhodnutím většiny z nich byl požadavek na potrestání pachatelů a inspirátorů tumultu.

## Soud
Polský král August II. Silný zvolený sejmem 27. června 1697, tj. saský kurfiřt Friedrich August I. (polsky: August II Mocny), a celý dvůr, se rozhodli využít tento konflikt, s vědomím možnosti získat si mnohé hlasy šlechty. Počítal, že toruňské rozbroje se stanou hlavním tématem sněmu a dovolí mu soustředit poslance kolem dvora, takže se rozhodl naložit s pachateli tumultu s plnou tvrdostí práva. Poslal do Toruně dva oddíly Královské gardy pod majorem Jakubem d'Argelles, který se stal současně velitelem toruňské posádky, kdežto dosavadní velitel, kapitán Watter, byl zatčen až do objasnění jeho postupu v době incidentu.
Dne 11. srpna 1724 se před asesorským (porotním, laickým) soudem ve Varšavě konalo první přelíčení. Na straně Toruni vystupoval nový, mladý tajemník městské rady Christian Klosmann. Ale – pro neshody popisů událostí z 16. a 17. července oběma stranami – soud ustavil komisi, která měla provést vyšetřování na místě a předložit její výsledky porotě.
Do komise vstoupili kandidáti navržení toruňskou radou i jezuity:
- vojvoda chelmský Jakub Rybiński,
- podkomoří malborský Jerzy Kczewski,
- malborský zemský soudce Michał Stoliński,
- kujavský biskup Krzysztof Szembek, předseda komise,
- vojvoda mazovský Stanisław Chomętowski,
- královský podkomoří Jerzy Lubomirski,
- chelmský kastelán Piotr Czapski,
- hnězdenský kastelán Adam Poniński,
- brestský kastelán Andrzej Dąbski,
- královský regent Jakub Dunin a
- gdaňský oficiál Dominik Sienieński.

Celkem komisi tvořilo 20 osob, výhradně katolíci; svou činnost zahájila 16. září 1724. Předsedou se stal kujavský biskup Krzysztof Szembek. Lubomirski přivedl několik set dragounů ze svého regimentu. Do Toruně vstoupily 4 oddíly z jiných regimentů, ale v důsledku stížnosti městské rady na nákladnost vydržování tak velkého vojska byly odvolány zpět.
Vyšetřování probíhalo do 13.  října a spočívalo ve výslechu svědků. Podle jejich výpovědí byla vytvořena obžaloba za zkázu majetku a přepadení koleje na celkem 67 osob, které v tom byly v různé míře účastny. Přikázali držet obviněné ve vězení až do okamžiku vynesení rozsudku asesorským soudem. K němu podala radnice ihned odvolání proti rozhodnutí komise. Důvodem odvolání mělo být, že nevyslechla svědky, které obhajoba navrhla. Zamlčela ovšem skutečnost, že byli navrženi po termínu. Kromě toho městská rada podala k soudu protest, z kterého vyplývalo, že jezuité vyvíjejí nátlak na svědky a dokonce falšují jejich výpovědi. Ale největší námitkou bylo stranictví komise. Nebyla zapsána v soudním spisu z Varšavy a až nedávno se našel v knihách z Gdaňska, ale Toruňští byli varováni, že tento protest nejspíš jejich věci nepomůže.
Ve Varšavě zahájil jednání 2. října 1724 velký sejm, na němž záležitost toruňského tumultu převládla nad ostatními a stala se jedním z hlavních témat. Poslanci zformulovali požadavky na exemplární potrestání pachatelů, zrovnoprávnění katolických měšťanů s evangelickými a dokonce povinnost předat bernardýnům Kostel nanebevzetí nejsvětější Panenky Marie v Toruni, který dosud užívali evangelíci. Také podpořili soudní projednání před porotou. Na závěr svého jednání 13. listopadu přijal sněm usnesení ukládající hejtmanům poslat do Toruně královské vojsko pro výkon soudního dekretu.
Soud rozšířený o mimořádné porotce z řad poslanců měl začít projednávání věci 26. října 1724. Toruňská rada přes varování o stále nepříznivější situaci ve Varšavě si zřetelně nepřipouštěla vážnost věci. Z Toruně vyslala zvláštní deputaci, která měla v hlavním městě hájit zájmy města. Tvořili ji soudní přísedící Karol Augustin a z Třetího stavu pocházející Andrzej Kircheisen a Jakub Gemeier. Reprezentanti, tušící tragické finále záležitosti, obviňovali Radu i z toho, že žádný z nich nebyl do této deputace jmenován. Proto byl dodatečně vyslán radní Jan Hauenstein. Jenže nikdo z nich se nevyznal v poměrech na královském dvoře a nedisponovali širokými známostmi, které by jim umožnily ovlivnit, zmírnit celou situaci.

## Rozsudek

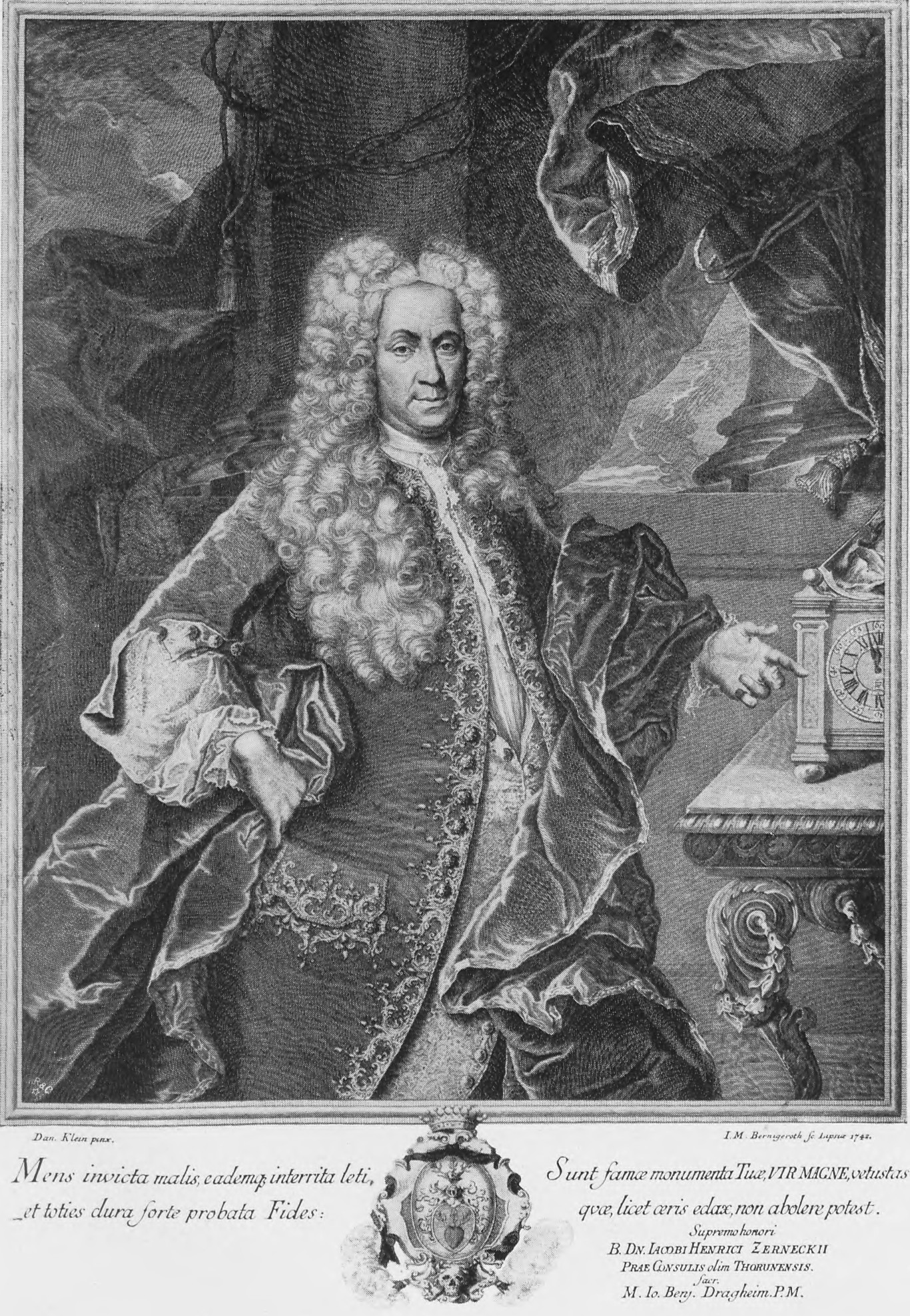
Jakub Henryk Zerneke, starosta a historik Toruně, 1742

Soudní projednávání před porotou trvala od 26. října do 16. listopadu 1724. Jednání řídil velký královský kancléř Jan Sebastian Szembek. Žalobci z jezuitské strany požadovali trest smrti pro všechny vinné účastníky tumultu a také pro členy Rady. To měl být trest za nepřijetí příslušných úkonů vzhledem k hrozbě vzbouření ve městě. Jejich majetek měl být zkonfiskován. Také požadovali zabavení Gymnázia, tiskárny a kostelů evangelíkům a dále, aby veškeré úřady byly spravované pouze a výhradně katolíky. 16. listopadu 1724 padl rozsudek porotního soudu, který odsuzoval k smrti toruňského starostu Roesnera, purkmistra Jakuba Heinricha Zernekeho a 12 dalších osob, které se měly bezprostředně podílet na událostech. Všichni to byli protestanti. Přes 40 Toruňanů bylo odsouzeno k trestu vězení, z nich nejdelší dosahovalo jeden a půl roku, a několik měšťanů k pokutám po několika stech polských zlatých. Uvržení do vězení také přišli o své funkce. Dva toruňské pastory, které jezuité vinili z podněcování napětí, odsoudili k vyhnanství. Rozsudek dále uložil toruňským luteránům vyplatit odškodnění kněžím, které dosahovalo přes 69 tisíc zlatých, a postavit sochu Panny Marie poblíž Jezuitské koleje. Přikázali také přemístit Akademické gymnázium za městské hradby. Soud také rozhodl, aby od této doby polovina členů městské samosprávy byli katolíci. Vrátil rovněž bernardýnům kostel Nejsvětější Panny Marie a bývalý františkánský klášter v Toruni.
Žádný z toruňských delegátů se neúčastnil vyhlášení rozsudku, jelikož byli již informováni o jeho přísnosti. Informace dorazila do města navečer 18. listopadu. Následující den zástupce starosty Jan Zerneke přečetl na radnici text rozsudku, což způsobilo ve městě neobyčejnou paniku a zaskočení. Konec konců Toruň byla jedním z největších pruských měst a dosud spravoval své vnitřní věci samostatně. Naproti tomu královský dvůr, který dříve toleroval takovéto události, náhle zkusil odstranit nezávislost a autonomii Královského Pruska na polském státu. Všem nakonec došlo, jak velké budou následky pasivity městské rady. Po přečtení rozhodnutí porotního soudu se vlastně nevědělo, co udělat. Přepočítali se ve svých nadějích, ale poslali odvolání do hlavního města a supliku ke králi. Očekávalo se, že vládce využije právo milosti anebo také, že městu pomohou protestantské státy. V Prusku dokonce vznikl plán ozbrojené intervence, která měla přijít na pomoc pronásledovaným evangelíkům, a obsazení Toruně.

## Exekuce
Ani ke královské milosti ani k |intervenci protestantských států nedošlo. August II. se odvolal na usnesení o okamžité platnosti provedení rozsudku, ale ve skutečnosti chtěl předvést, že přes svou slabost Republika dokáže provést stanovené právo.
V Toruni byl již 19. listopadu zadržen v domácím vězení starosta a jeho zástupce, kteří zůstali, přestože byli varováni již dříve. Přes možnost utéci se oba rozhodli zůstat a počítali s omilostněním. 5. prosince byl přečten rozsudek veřejně a 7. prosince, hned po jezuitské přísaze následovalo vykonání rozsudku. O 5. hodině ranní sťali na dvoře radnice starostu Jana Gotfrieda Roesnera a o tři hodiny později ještě dalších devět odsouzených. Dvě osoby se zachránily před tou řeží. Jednu se nepodařilo najít a druhá utekla. Mimořádně byla odložena poprava zástupce starosty Zernekeho, pravděpodobně protože byl známý, ctěný a mnozí šlechtici se za něj u úřadů přimlouvali. Jakub Heinrich Zerneke byl vynikající toruňskou osobností, autorem kroniky Toruně, uznávanou natolik, že uzavírali Jachetní ulici a stlali jí slámou, aby mu hlomoz nepřekážel v práci. Tak nebylo nic divného, že se mu trest vyhýbal, zvláště pak, když se za něj přimluvili sami toruňští jezuité. Vojvoda chelmský Jakub Rybiński poslal do Varšavy prosbu o omilostnění, která byla vyslyšena.
Po vykonání popravy následovaly činnosti pro uskutečnění ostatních ustanovení. 7. prosince byl převzat z rukou evangelíků kostel Nejsvětější Panny Marie, který nazítří vysvětil biskup a bernardýni provedli první mši. Následně 13. prosince se konaly doplňovací volby do Rady i obecního zastupitelstva na místa pro katolíky. Jezuitští kněží se vzdali části jim přiznaného odškodnění a komise ukončila svou práci 18. prosince.

## Po vykonání
Rozsudek by nepochybně jednostranný a nepřiměřeně přísný, ačkoliv měl jisté analogie v rozsudcích prováděných v Evropě v případech tumultu. Král tak prosadil užší začlenění Královského Pruska a omezení jeho autonomie.
Na základě popsaných událostí vznikla píseň, uvedená ve výboru Polská lidová píseň. Začíná a končí oslovením Boha i Marie, aby potlačili kacíře a katolíkům dali zvítězit.